# A Lý Bất Ca
A Lý Bất Ca (chuyển tự Latinh tiếng Mông Cổ: Ariq Böke, chữ Mông Cổ Kirin: Аригбөх, tiếng Trung: 阿里不哥; bính âm: Ālǐbùgē; 1219–1266), là con trai út của Đà Lôi, cháu nội Thành Cát Tư Hãn. Sau cái chết của anh trai là Đại hãn Mông Kha, A Lý Bất Kha đã giành lấy quyền lực trong một thời gian ngắn trong khi hai anh là Hốt Tất Liệt và Húc Liệt Ngột không có mặt ở kinh đô. Khi Hốt Tất Liệt trở về từ phương Nam để tranh giành ngôi vị Đại hãn, các phe cánh kình địch đã không thể đi đến đồng thuận, và đồng thời bầu Hốt Tất Liệt và A Lý Bất Ca lên ngôi, dẫn đến một cuộc chiến tranh giành quyền kế vị. A Lý Bất Ca nhận được sự ủng hộ của những người truyền thống chủ nghĩa trong Đế quốc Mông Cổ, trong khi Hốt Tất Liệt nhận được sự ủng hộ từ các vương gia tiền bối ở Hoa Bắc và Mãn Châu.

## Những năm đầu đời
A Lý Bất Ca là con trai út của Toa Lỗ Hòa Thiếp Ni (Sorghaghtani Beki) và Đà Lôi (Tolui) - con trai út của Thành Cát Tư Hãn. Khi Thành Cát Tư Hãn băng hà vào năm 1227, ngôi vị lãnh đạo đế quốc được truyền cho Oa Khoát Đài - bác ruột của A Lý Bất Ca. A Lý Bất Ca từng tham dự hội nghị Khố Lý Nhĩ Đài (Kurultai) để bầu Oa Khoát Đài và người kế nhiệm là Quý Do lên ngôi Đại hãn. Sau khi anh cả Mông Kha của A Lý Bất Ca lên ngôi vào năm 1250, gia đình ông có được quyền lực mạnh nhất trong các nhánh hậu duệ của Thành Cát Tư Hãn. A Lý Bất Ca cũng được biết đến bằng việc đồng cảm với Cơ Đốc giáo, điều này được đề cập trong miêu tả của Phan Sinh Guillaume de Rubrouck- một sứ thần của quốc vương Pháp Louis IX.

## Chiến đấu giành quyền kế vị

### Đại hãn

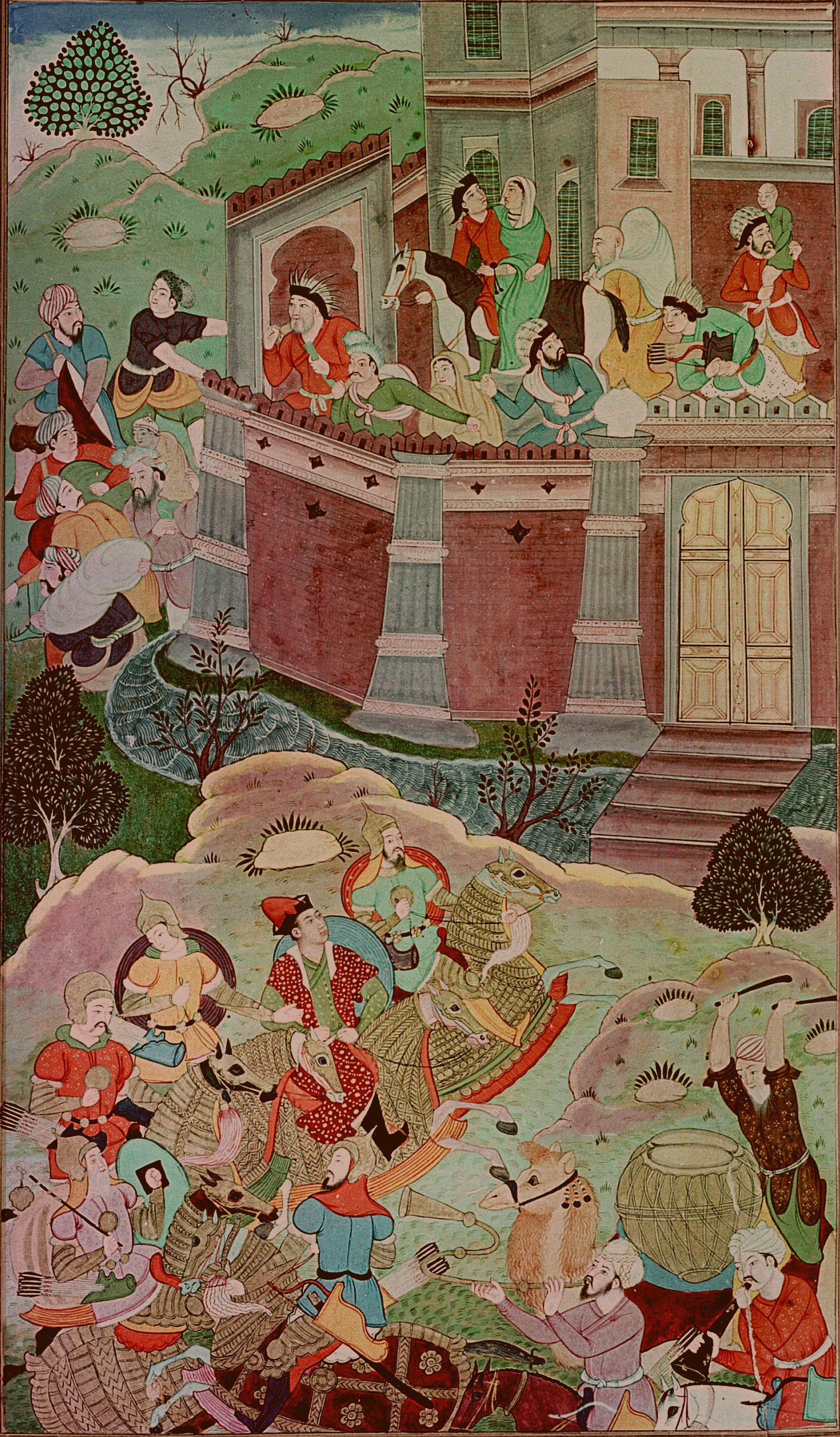
A Lý Bất Ca đánh bại A Lỗ Hốt

Khi Oa Khoát Đài Hãn băng hà, một cuộc đấu tranh quyền lực đã nổ ra, với việc quyền lãnh đạo về tay con trai của Oa Khoát Đài là Quý Do vào năm 1246, song Quý Do Hãn lại băng hà năm 1248. Sau cuộc đấu tranh quyền lực khác, các con trai của Đà Lôi - em trai của Oa Khoát Đài, nắm lấy quyền lực. Người con trai cả của Đà Lôi là Mông Kha đã trở thành Đại hãn, cùng với Hốt Tất Liệt chinh phục Nam Tống. Người huynh đệ Húc Liệt Ngột của họ đã dẫn quân Mông Cổ tây tiến, chinh phục Baghdad và tiến đến Syria, hướng về Palestine. Trong thời gian này, tất cả các công việc ở vùng trung tâm của đế quốc nằm dưới quyền kiểm soát của A Lý Bất Ca.
Khi Mông Kha băng hà năm 1259, A Lý Bất Ca được bầu làm Đại hãn trong lúc các đại huynh không có mặt, và nhận được sự ủng hộ của hầu hết các đại thần và các gia tộc quyền lực đang có mặt tại đế đô Cáp Lạp Hòa Lâm (Karakorum), như gia đình của Mông Kha, các vương gia khác của hoàng tộc cùng với các lực lượng khác bao gồm các cận vệ hoàng gia Thổ Nhĩ Hỗ Đặc (Torguud) và quý tộc Thanh Trướng hãn quốc, cũng như người Oát Diệc Lạt Dịch (Oirat), tộc người này liên minh với ông vì một trong những thủ lĩnh Oát Diệc Lạt Dịch kết hôn với con gái của ông. Tuy nhiên, khi Hốt Tất Liệt và Húc Liệt Ngột biết tin về việc Mông Kha băng hà, họ đã phải tìm cách bỏ dở các trận đánh để trở về đế đô phân xử vấn đề kế vị.
Tháng 4 năm 1260, Hốt Tất Liệt được những người ủng hộ bầu làm Đại hãn, cạnh tranh với tuyên bố của A Lý Bất Ca. Do đó đã dẫn đến một cuộc nội chiến giữa hai huynh đệ nhằm giành quyền lãnh đạo đế quốc. Khi Sát Hợp Đài hãn quốc cần một hãn mới, Hốt Tất Liệt đã cố gắng gửi A Tất Thất Cáp (Abishqa), một người trung thành với mình, đi làm hãn. Tuy nhiên, A Lý Bất Ca đã bắt giữ A Tất Thất Cáp và cuối cùng sát hại người này, thay và đó lập một đồng minh của mình là A Lỗ Hốt (Alghu) làm hãn của Sát Hợp Đài hãn quốc. A Lý Bất Ca lệnh cho A Lỗ Hốt phải phòng thủ khu vực để chống lại lực lượng của Húc Liệt Ngột và có thể từ Biệt Nhi Ca (Berke) của Kim Trướng hãn quốc. Tuy nhiên, A Lỗ Hốt đã rời bỏ hàng ngũ của A Lý Bất Ca, giết chết các sứ thần, trong khi đó Hải Đô (Kaidu) vẫn trung thành với A Lý Bất Ca. A Lỗ Hốt và A Lý Bất Ca nhanh chóng phát sinh xung đột trực tiếp, A Lỗ Hốt giành chiến thắng trong trận chiến đầu tiên, song trong trận đánh thứ hai sau đó, A Lý Bất Ca đã giành thắng lợi, buộc A Lỗ Hốt phải chạy trốn về phía tây.

### Đầu hàng
Cuối cùng, do chiến tranh liên tục giữa A Lý Bất Ca và đại huynh Hốt Tất Liệt, lực lượng của A Lý Bất Ca bị suy yếu. Hốt Tất Liệt có các đội kị binh Mông Cổ hùng mạnh, các đội quân người Yểm Thái (Alan) và Đột Quyết cùng nhiều đơn vị bộ binh người Hán và Cao Ly. Cáp Đan (Kadan)- một hoàng tử của Oa Khoát Đài, đã ủng hộ Hốt Tất Liệt, ông ta đã đè bẹp quân của A Lý Bất Ca dưới quyền lãnh đạo của tướng A Lam Đáp Nhi (Alandar), và A Lý Bất Ca đã hai lần mất quyền kiểm soát đế đô Cáp Lạp Hòa Lâm. Hốt Tất Liệt cũng cho phong tỏa tất cả hoạt động giao thương từ Hoa Bắc đến Mông Cổ nhằm cắt tiếp tế lương thực của A Lý Bất Ca. A Lý Bất Ca cuối cùng đã phải quy phục Hốt Tất Liệt tại Thượng Đô vào ngày 21 tháng 8 năm 1264. Hốt Tất Liệt xá miễn tội chết cho A Lý Bất Ca song cho xử trảm hầu hết bộ thuộc của ông. Năm 1266, A Lý Bất Ca mất, có thể là bị Hốt Tất Liệt giết.

## Di sản
Theo học giả David Morgan, "A Lý Bất Ca có thể nhìn nhận là đại diện cho một trường phái có ảnh hưởng đến tư tưởng của người Mông Cổ, điều mà Hốt Tất Liệt đã làm ngược lại thông qua các hành động và quan điểm của ông ta. Một số người Mông Cổ cảm thấy khuynh hướng mềm dẻo là điều nguy hiểm, trong khi những người như Hốt Tất Liệt thi thoảng nói về việc khai hóa văn minh và về lối sống Hán. Theo quan điểm truyền thống chủ nghĩa Mông Cổ, trung tâm của người Mông Cổ vẫn phải ở Mông Cổ, và lối sống du mục Mông Cổ cần được bảo tồn không bị ảnh hưởng. Trung Quốc chỉ nên là nơi tiến hành khai thác.
A Lý Bất Ca được nhìn nhận là một nhân vật bù nhìn trong phe của ông." Di sản này được Hải Đô tiếp nối. Mặc dù A Lý Bất Ca bị mất đi quyền lực, song một số hậu duệ của ông sau này đã trở thành những nhân vật quan trọng tại Y Nhi hãn quốc và triều Nguyên, dòng dõi của cả A Nhi Ba (Arpa Ke'un) và Trác Ly Khắc Đồ (Yesüder) đều có thể truy nguyên tới A Lý Bất Ca.